# Percefleur des tépuis
Diglossa duidae
Espèce
Statut de conservation UICN

 LC  : Préoccupation mineure
Le Percefleur des tépuis (Diglossa duidae) est une espèce de passereaux appartenant à la famille des Thraupidae.